# Чайковский, Анджей
Анджей Чайковский (пол. Andrzej Czajkowski; в Великобритании ― Андре Чайковский ― англ. André Tchaikowsky, имя при рождении Роберт Анджей Краутхаммер) ― польско-британский пианист и композитор.

## Биография
Роберт Анджей Краутхаммер родился 1 ноября 1935 года в Варшаве в еврейской семье. Первые уроки музыки он получил в возрасте четырёх лет от матери, Фелиции Краутхаммер (урождённой Раппапорт), пианистки-любительницы. После оккупации Польши нацистами Анджей вместе с родителями был помещён в Варшавское гетто, откуда в 1942 его удалось тайно вывезти бабушке. До конца войны он скрывался под поддельными документами на имя Анджея Чайковского, это имя в дальнейшем он и стал использовать. В возрасте девяти лет Анджей начал учиться в Лодзинской школе музыки у Эммы Альтберг, ученицы Ванды Ландовской, а в 1948 отправился в Париж, где впервые выступил как солист-пианист с сочинениями Шопена и собственными. С 1948 Чайковский обучался под руководством Лазара Леви в Парижской консерватории и в 1950 окончил её с первой премией. Вернувшись в Польшу, он до 1956 совершенствовался в Варшавской консерватории как пианист и композитор у Станислава Шпинальского и Казимежа Сикорского. Первый крупный успех к Чайковскому-пианисту пришёл в 1955, когда он получил восьмую премию на пятом Конкурсе пианистов имени Шопена, а на следующий год Чайковский завоевал третий приз на Конкурсе королевы Елизаветы в Брюсселе. В Брюсселе же Чайковский некоторое время частным образом занимался у Стефана Ашкенази. На молодого музыканта обратил своё внимание Артур Рубинштейн и помог в организации его концертов в США. В 1957 Чайковский впервые выступил за океаном, в это же время он берёт уроки композиции у Нади Буланже. Пианист выступает с сольными программами и в сопровождении крупнейших мировых оркестров. В 1960 Чайковский переезжает в Лондон и принимает британское гражданство. До конца жизни он продолжал выступления, также уделяя много времени композиции. Чайковский умер 26 июня 1982 в Оксфорде от рака кишечника.
Чайковский завещал своё тело для медицинских исследований, а череп ― Королевской Шекспировской труппе для спектакля «Гамлет». Тем не менее, актёры в течение многих лет отказывались использовать настоящий череп, и лишь в нескольких спектаклях в 2008 году с ним выступал Дэвид Теннант.

## Творчество
Репертуар Чайковского-пианиста включал в себя сочинения от Баха до XX века (исключая авангард), особое место в нём занимали сочинения Моцарта и Шопена. Несмотря на субъективный подход к произведению, его интерпретации не лишены глубокого понимания возможностей инструмента. Во второй половине 1950-х годов Чайковский сделал ряд записей.
Немаловажную роль в жизни Чайковского занимала композиция. К числу его наиболее крупных сочинений принадлежат Соната для кларнета и фортепиано (1959), цикл инвенций для фортепиано (1961), два струнных квартета (1970, 1975), Концерт для фортепиано с оркестром (1971) и другие сочинения. Чайковский оставил неоконченной оперу «Венецианский купец» по Шекспиру.